# Jake Cooper
Jake Matthew Cooper (Ascot, 3 febbraio 1995) è un calciatore inglese, difensore del Millwall.

## Carriera

### Club
Cresciuto nel settore giovanile del Reading, ha esordito in prima squadra il 16 agosto 2014, nella partita di campionato vinta per 1-0 contro l'Ipswich Town. L'8 ottobre 2015 prolunga con i Royals fino al 2018; il 19 gennaio 2017 passa in prestito fino al termine della stagione al Millwall. Il 28 luglio viene acquistato a titolo definitivo dal club londinese, firmando un triennale.

### Nazionale
Ha giocato nelle nazionali giovanili inglesi Under-18, Under-19 ed Under-20.

## Statistiche

### Presenze e reti nei club
Statistiche aggiornate al 6 maggio 2018.
| Stagione        | Squadra         | Campionato      | Campionato | Campionato | Coppe nazionali | Coppe nazionali | Coppe nazionali | Coppe continentali | Coppe continentali | Coppe continentali | Altre coppe | Altre coppe | Altre coppe | Totale | Totale | Totale |
| Stagione        | Squadra         | Comp            | Pres       | Reti       | Comp            | Pres            | Reti            | Comp               | Pres               | Reti               | Comp        | Pres        | Reti        | Pres   | Reti   |        |
| --------------- | --------------- | --------------- | ---------- | ---------- | --------------- | --------------- | --------------- | ------------------ | ------------------ | ------------------ | ----------- | ----------- | ----------- | ------ | ------ | ------ |
| 2014-2015       | Reading         | FLC             | 15         | 2          | FACup+CdL       | 2+2             | 0               | -                  | -                  | -                  | -           | -           | -           | 19     | 2      |        |
| 2015-2016       | Reading         | FLC             | 24         | 2          | FACup+CdL       | 5+1             | 0               | -                  | -                  | -                  | -           | -           | -           | 30     | 2      |        |
| 2016-gen. 2017  | Reading         | FLC             | 3          | 0          | FACup+CdL       | 0+2             | 0               | -                  | -                  | -                  | -           | -           | -           | 5      | 0      |        |
| Totale Reading  | Totale Reading  | Totale Reading  | 42         | 4          |                 | 12              | 0               |                    | -                  | -                  |             | -           | -           | 54     | 4      |        |
| gen.-giu. 2017  | Millwall        | FL1             | 15         | 2          | FACup+CdL       | 3+0             | 0               | -                  | -                  | -                  | FLT         | -           | -           | 18     | 2      |        |
| 2017-2018       | Millwall        | FLC             | 38         | 4          | FACup+CdL       | 2+2             | 0               | -                  | -                  | -                  | -           | -           | -           | 42     | 4      |        |
| Totale Millwall | Totale Millwall | Totale Millwall | 53         | 6          |                 | 7               | 0               |                    | -                  | -                  |             | -           | -           | 60     | 6      |        |
| Totale carriera | Totale carriera | Totale carriera | 95         | 10         |                 | 19              | 0               |                    | -                  | -                  |             | -           | -           | 114    | 10     |        |